# BlacKkKlansman
BlacKkKlansman ist ein Filmdrama von Spike Lee, das im Mai 2018 bei den Internationalen Filmfestspielen von Cannes Premiere feierte. Am 10. August 2018 kam der Film in die US-amerikanischen und am 23. August 2018 in die deutschen Kinos.
Der Film verbindet Elemente des Kriminalfilms und des Polizeifilms. Er basiert auf den Erlebnissen des US-Polizeibeamten Ron Stallworth, die er 2014 als Buch unter dem Titel Black Klansman veröffentlichte. Im Film ermittelt der afroamerikanische Polizist Ron Stallworth verdeckt mit einem weißen Kollegen in der örtlichen Gruppe des rassistischen Geheimbundes Ku-Klux-Klan (KKK).
Im Rahmen der Oscarverleihung 2019 erhielt BlacKkKlansman mehrere Nominierungen, unter anderem als Bester Film, Spike Lee für die Beste Regie und Adam Driver als Bester Nebendarsteller. Ausgezeichnet wurde er für das Beste adaptierte Drehbuch.

## Handlung
Der junge Afroamerikaner Ron Stallworth beginnt 1972 als erster schwarzer Kriminalbeamter bei der Polizei von Colorado Springs zu arbeiten. Nach einer Zeit im Innendienst wird er auf eigene Initiative als verdeckter Ermittler eingesetzt. Bei einem Treffen der örtlichen schwarzen Studentenvereinigung soll er feststellen, ob sich die Studenten von dem prominenten Black-Power-Aktivisten Kwame Ture aufhetzen lassen. Dort lernt er Patrice Dumas kennen, die Vorsitzende der Studentenvereinigung, und verliebt sich in sie. Sie weiß nicht, dass er für die Polizei arbeitet, und verabredet sich mit ihm.
Stallworth kann seinen Vorgesetzten dazu bewegen, gegen den Klan zu ermitteln, nachdem er sich bei der Ortsgruppe telefonisch als extremistischer Rassist ausgegeben und vom Ortsgruppenleiter Walter Breachway das Angebot einer Mitgliedschaft erhalten hat. Er bildet nun ein Team mit seinem weißen, jüdischen Kollegen Flip Zimmerman, der in der Rolle von Stallworth als Weißer zu persönlichen Treffen geht. Zimmerman trägt bei den Treffen immer ein Abhörgerät und bleibt so in Kontakt mit Stallworth, der in der Nähe parkt und mithört.
Zunächst schlägt ihnen Misstrauen entgegen, doch Stallworth erlangt sogar die Unterstützung von David Duke, dem Großmeister des KKK. Es gelingt ihnen schon bald, tiefer in die Organisation einzudringen. Sie erfahren, dass die Ortsgruppe einen Anschlag plant. Von einem FBI-Beamten erfährt Stallworth, dass zwei der Klanleute ranghohe Regierungsmitarbeiter sind und dass C4-Sprengstoff aus einem Militärlager gestohlen wurde. KKK-Großmeister Duke kommt zur offiziellen Initiation des verdeckten Ermittlers nach Colorado Springs. Weil es Morddrohungen gegen ihn gibt, wird Stallworth gegen die Bedenken des Teams als Personenschützer für Duke abgestellt. Zimmerman wird während der Veranstaltung von einem Klansmann als der Polizist erkannt, der ihn vor Jahren ins Gefängnis gebracht hatte.
Als die Klansfrau Connie Kendrickson auffällig hastig die KKK-Veranstaltung verlässt, folgt Stallworth ihr. Sie fährt zunächst zu einer Versammlung der schwarzen Studentenvereinigung, um dort eine Bombe zu legen, doch angesichts der massiven Polizeipräsenz wechselt sie nach Rücksprache mit ihrem Mann zu Plan B und fährt zur Wohnung der Black-Power-Aktivistin Patrice Dumas. Es war abgesprochen, dass sie den Sprengsatz in Dumas’ Briefkasten legen sollte. Doch weil er nicht hineinpasst, deponiert sie ihn unter deren Auto. Währenddessen sind die Klansmänner auf dem Weg zu ihr.
Stallworth überwältigt die Attentäterin, wird aber von anrückenden weißen Polizisten an der Festnahme gehindert und verprügelt, obwohl er ihnen zuruft, dass er verdeckt ermittelt. Inzwischen ist Kendricksons Mann mit zwei weiteren Klanmitgliedern eingetroffen und zündet per Fernzündung die Bombe. Die Männer wissen nicht, dass die Bombe am Auto deponiert ist, und da sie direkt neben Dumas’ Wagen stehen, sprengen sie sich selbst in die Luft. Zimmerman ist nun auch vor Ort, befreit seinen Kollegen und verhaftet Connie Kendrickson.
Auf dem Polizeirevier wird Stallworth von seinen Kollegen gefeiert, doch zum Ärger der gesamten Abteilung werden wegen angeblicher Budgetkürzungen sämtliche Ermittlungen gegen den Ku-Klux-Klan eingestellt und alle Aufzeichnungen vernichtet. Der Film endet mit Originalaufnahmen der Kundgebungen rechtsextremer Gruppen in Charlottesville im August 2017. Es werden Bilder von Gegendemonstranten und Aufnahmen vom Autoanschlag auf eine Gegendemonstration gezeigt.
Lee fügte auch die Stellungnahme von US-Präsident Donald Trump zu den Ereignissen ein, in der er beide Gruppen gleichsetzt und behauptet, es gäbe auch anständige Leute unter den rechten Demonstranten. Am Schluss wird ein Porträt von Heather Heyer eingeblendet – der Frau, die bei dem Autoanschlag ermordet wurde.

## Produktion

### Vorlage und Stab

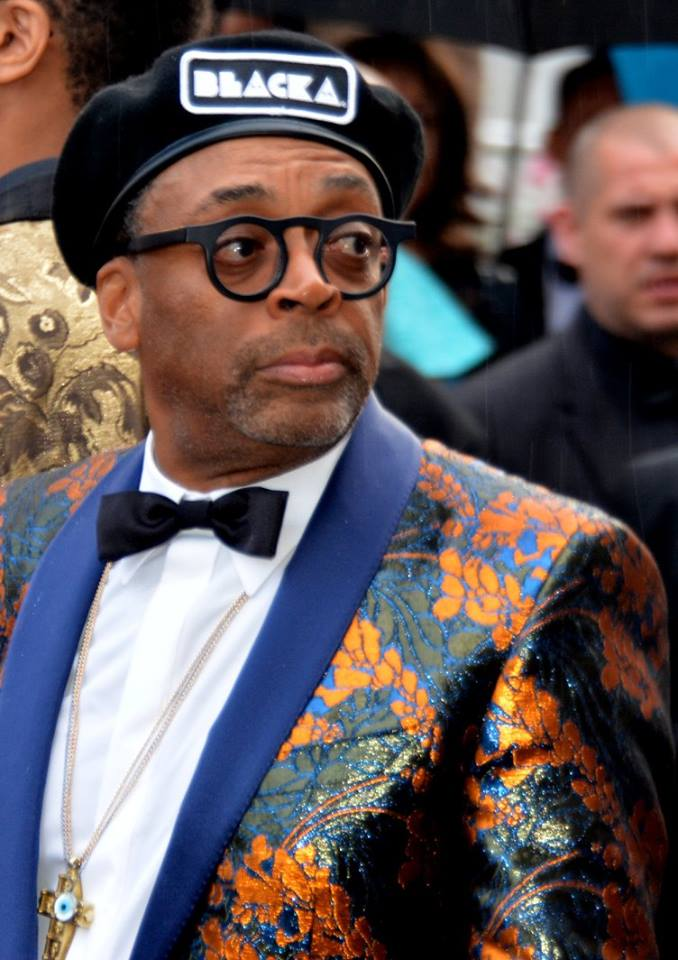
Spike Lee bei der Premiere des Films im Rahmen der Filmfestspiele in Cannes im Mai 2018

Der Film basiert auf dem autobiografischen Buch Black Klansman von Ron Stallworth aus dem Jahr 2014. Die Geschichte des Films BlacKkKlansman beruht auf wahren Begebenheiten. Stallworth hatte als afroamerikanischer Polizist Ende der 1970er wirklich den Ku-Klux-Klan infiltriert. Regie führte Spike Lee.
Das Drehbuch erarbeiteten David Rabinowitz und Charlie Wachtel gemeinsam mit Kevin Willmott und Spike Lee. Dieses ist eine Adaption von Stallworths Buch. Wachtel und Rabinowitz verbindet eine lange Freundschaft. Beide machten ihren Abschluss an der East Brunswick High School im Jahr 2005 und besuchten beide die American University und die Quinnipiac University, wo sie 2009 einen Abschluss erwarben. Von Stallworths Geschichte hörten beide erstmals im Juli 2015 bei Facebook.
Willmott hatte mit Lee bereits für das Filmdrama Chi-Raq aus dem Jahr 2015 zusammengearbeitet. Neben Jason Blum von Blumhouse Productions und dem Regisseur fungierten Raymond Mansfield, Sean McKittrick, Jordan Peele und Shaun Redick als weitere Produzenten des Films.

### Besetzung und Dreharbeiten

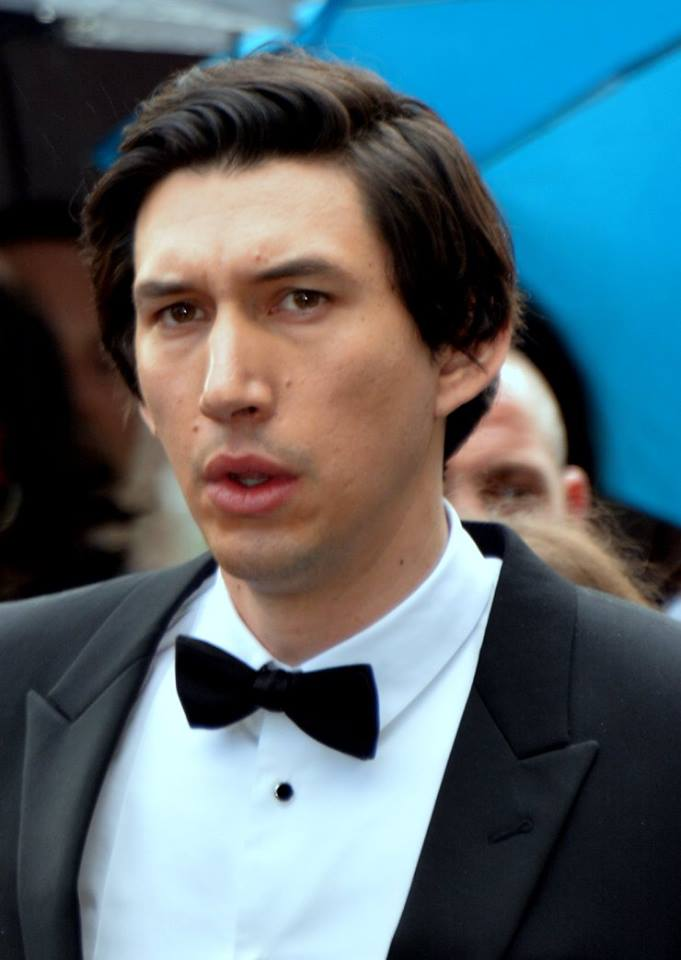
Adam Driver spielt im Film Flip

Die Hauptrolle von Ron Stallworth wurde mit John David Washington besetzt, dessen Vater Denzel Washington bereits in vier Filmen von Lee mitwirkte. Adam Driver spielt Flip Zimmerman, den Kollegen, der bei den Treffen des Ku-Klux-Klan vorgibt Ron zu sein. Laura Harrier ist in der Rolle von Patrice Dumas zu sehen, der Präsidentin der Studentenschaft.
Corey Hawkins spielt den Bürgerrechtler Kwame Ture. Topher Grace verkörpert den weißen Rassisten David Duke, früherer Regionalchef und späterer „Grand Wizard“ („Großer Zauberer“) des Ku-Klux-Klans. Heute ist Duke Trump-Unterstützer und einer der prominentesten Neonazis der USA. Robert John Burke spielt Chief Bridges, Ryan Eggold übernahm die Rolle von Walter Breachway, und Frederick Weller spielt Andy Landers, einen rassistischen Polizisten. Zu sehen sind zudem Alec Baldwin zu Beginn des Films und Harry Belafonte als gealterter Aktivist Jerome Turner.
Die Dreharbeiten wurden im Oktober 2017 begonnen und fanden in Ossining in New York statt. Als Kameramann fungierte Chayse Irvin. Für die Gestaltung der Kostüme war Marci Rodgers verantwortlich.

### Filmmusik und Veröffentlichung
Die Filmmusik schrieb Terence Blanchard. Die Aufnahme wurde im März 2018 begonnen. Mit Lee hatte Blanchard in der Vergangenheit bereits mehrere Male zusammengearbeitet, so zuletzt für Chi-Raq und Inside Man. Der Soundtrack zum Film, der insgesamt 23 Musikstücke umfasst, wurde am 10. August 2018 von Back Lot Music als Download veröffentlicht.
Der Abspann von BlacKkKlansman ist mit einer Interpretation von Prince des Negro Spirituals Mary Don’t You Weep unterlegt. Das Lied stammt aus dem Jahr 1983, war aber zuvor unveröffentlicht und ist auf dem Akustikalbum Piano & A Microphone 1983 (2018) enthalten. Mit Mary Don’t You Weep in der Version von Prince ist auch ein im August 2018 veröffentlichter Langtrailer zum Film unterlegt.
Lee erklärte: „Ich wusste, dass ich einen Abspann-Song brauchte.“ Als er mit Troy Carter, damalige Führungskraft von Spotify, in Kontakt gekommen war und ihn zu einer privaten Vorführung eingeladen hatte, habe ihm dieser Mary Don’t You Weep in der Version von Prince angeboten. Bereits zu dessen Lebzeiten hatten der Musiker und der Regisseur gemeinsam an verschiedenen Projekten gearbeitet.
Der Film feierte am 14. Mai 2018 im Rahmen des internationalen Wettbewerbs der Internationalen Filmfestspiele von Cannes seine Premiere. Dort wurde der Film mit dem Großen Preis der Jury ausgezeichnet, dem zweitwichtigsten Preis des Wettbewerbs. Anfang Juni 2018 wurde ein erster deutscher Trailer zum Film vorgestellt. Im Juli und August 2018 wurde der Film beim polnischen Filmfestival Nowe Horyzonty gezeigt, ebenfalls im August 2018 beim Locarno Festival.
Am 10. August 2018 kam der Film in die US-amerikanischen und am 23. August 2018 in die deutschen Kinos. Ab 16. August 2018 wurde der Film auch in Saudi-Arabien gezeigt und ist damit einer der ersten Filme, der dort nach Jahrzehnten in die Kinos kam, nachdem in dem Land Filmtheater seit den 1980er Jahren verboten waren. Ein im Sommer 2018 von Universal Pictures veröffentlichtes deutsches Filmplakat war mit dem Untertitel „unterwandere den Hass“ versehen.

### Synchronisation
Die deutsche Synchronisation entstand nach einem Dialogbuch von Nadine Geist und der Dialogregie von Hannes Maurer im Auftrag der Interopa Film GmbH, Berlin.
| Rolle                    | Darsteller             | Synchronsprecher         |
| ------------------------ | ---------------------- | ------------------------ |
| Ron Stallworth           | John David Washington  | Tobias Schmidt           |
| Philip „Flip“ Zimmerman  | Adam Driver            | Robert Glatzeder         |
| David Duke               | Topher Grace           | Timmo Niesner            |
| Dr. Kennebrew Beauregard | Alec Baldwin           | K. Dieter Klebsch        |
| CSPD Officer Brickhouse  | Jared Johnston         | Matthias Klages          |
| Felix Kendrickson        | Jasper Pääkkönen       | Martin Kautz             |
| Jerome Turner            | Harry Belafonte        | Jochen Schröder          |
| Chief Bridges            | Robert John Burke      | Erich Räuker             |
| Connie Kendrickson       | Ashlie Atkinson        | Almut Zydra              |
| Ivanhoe                  | Paul Walter Hauser     | Tim Sander               |
| Jimmy Creek              | Michael Joseph Buscemi | Gerald Schaale           |
| Kwame Ture               | Corey Hawkins          | Jan-David Rönfeldt       |
| Walter Breachway         | Ryan Eggold            | Manou Lubowski           |
| Mr. Turrentine           | Isiah Whitlock Jr.     | Engelbert von Nordhausen |
| Odetta                   | Damaris Lewis          | Elisa Bannat             |
| Patrice Dumas            | Laura Harrier          | Giovanna Winterfeldt     |

## Rezeption

### Altersfreigabe und Kritiken
In den USA erhielt der Film von der MPAA ein R-Rating, was einer Freigabe ab 17 Jahren entspricht. In Deutschland erhielt der Film eine Freigabe ab 12 Jahren. In der Freigabebegründung heißt es: 

„Der Film zeichnet ein genaues Bild von Rassismus und Diskriminierung und arbeitet mit einer klaren Gegenüberstellung von Gut und Böse, wobei die Spezialeinheit als Gruppe gleichberechtigt und humorvoll miteinander umgehender, vorbildhafter Protagonisten gezeigt wird. Zwar können einige dokumentarische Aufnahmen von Ausschreitungen und Gewaltausbrüchen sowie die Häufung rassistischer Beleidigungen Kinder unter 12 Jahren emotional überfordern, doch 12-Jährige haben bereits ausreichend Medienerfahrung, diese Aspekte in den Kontext einzuordnen und sich ausreichend zu distanzieren.“

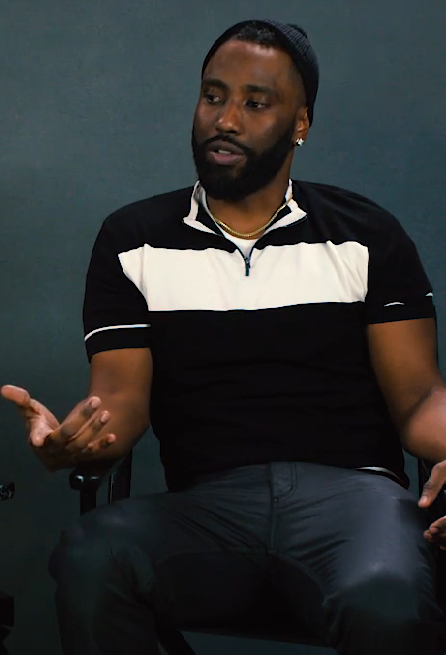
Die Hauptrolle von Ron Stallworth wurde mit John David Washington besetzt

Im Dezember 2017 wurde BlacKkKlansman von Filmkritiker Dennis Harvey auf die Liste der 20 am meisten erwarteten Filmen des Kinojahres 2018 des Branchenblatts Variety gesetzt. Der Film wurde von 96 Prozent der Kritiker bei Rotten Tomatoes positiv bewertet und erhielt eine durchschnittliche Bewertung von 8,3 der möglichen 10 Punkte. Zudem ging der Film aus den 20th Golden Tomato Awards in der Kategorie Bestbewertete Dramen 2018 als Sieger hervor. Bei Metacritic erhielt der Film einen Metascore von 83 von 100 möglichen Punkten.
Patrick Wellinski von Deutschlandfunk Kultur meint zu BlacKkKlansman und dessen Auszeichnung in Cannes: „Das ist ein furchtloser Film, er ist wütend und clever und wichtig für unsere Zeit. Er will sagen, dass dieser ganze Rechtsruck in Amerika, aber auch in der ganzen Welt, nicht geht. Dieser Film ist ein Statement und so muss man auch diesen Preis verstehen.“ Seine Kollegin Anke Leweke meint, der Preis sei zwar okay, doch der Film sei manchmal etwas zäh, und sie würde sich wünschen, der Film hätte manchmal etwas von dem Groove, den seine Darsteller haben: „Natürlich gibt es bei der Palmenvergabe auch immer so etwas wie Symbolpolitik und natürlich wollte man Donald Trump wohl damit zeigen, was sich eigentlich tut in seinem Land.“
Emily Yoshida beschreibt den Film in Vulture als stylish, urkomisch und absolut kompromisslos. Spike Lee verliere den Zusammenhang zwischen den Ereignissen von 1978 und der Gegenwart nie aus den Augen, und auch wenn er seine Geschichte zwischen den Extremen der Black-Power-Bewegung und weißen Rassisten dargestellt haben mag, bediene er sich sensibel zweier Hauptfiguren, die sich irgendwo dazwischen befinden. Lee bewege sich in stilistischer Konversation mit dem Blaxploitation-Genre und stelle seinen kühnen Protagonisten Ron Stallworth als selbst ernannte Bürgerwehr im Stil von John Shaft vor, so Yoshida weiter. Ron sei ein faszinierender Charakter, dessen Geschicklichkeit beim Code-Wechsel ein Teil seiner Identität ist, die auch der Grund sei, warum er für diesen Job ausgesprochen qualifiziert ist. Gemeinsam mit Flip, einem Cop, der seinen jüdischen Glauben geheim hält, bewege er sich als Tandem.
Peter Bradshaw vom Guardian sagt, BlacKkKlansman scheine manchmal nach einer Bizarrität zu streben, die David O. Russells American Hustle ähnlich ist, aber auch nach einer Art Brechtschen Verfremdung. Der Film sei ein unterhaltsames Spektakel, auch wenn er nicht ganz so ausbalanciert sei, wie etwa Jordan Peeles Satire Get Out.
Robbie Collin vom Daily Telegraph meint, der Film sei mehr als ein Comeback und ein Angriff auf das Gespenst der White Supremacy in den USA.
Frank Schnelle von epd Film meint, die Geschichte von Ron Stallworth sei für Lee der ideale Stoff, um die politische Ernsthaftigkeit von Klassikern wie Malcolm X mit dem stilistischen Exzess jüngerer Arbeiten wie Chi-Raq zu verbinden, und von Anfang bis Ende wirbele er die Formen und Tonlagen nur so durcheinander, wobei sich die Elemente zu einer weitgehend schlüssigen Einheit zusammenfügten: „Komik und Seriosität, Satire und Hommage, Nüchternheit und Groteske sind samt und sonders Teil einer erzählerischen Position, die bei aller Verzweiflung das Lachen nicht verlernt hat und bei aller boulevardesken Zuspitzung den ernsten Hintergrund nie aus den Augen verliert.“ Verena Lueken lobt den Film in einer ganzseitigen Besprechung in der Frankfurter Allgemeinen Zeitung unter anderem als ein „Meisterwerk der Parallelmontage“.

### Einspielergebnis
Den Produktionskosten von rund 15 Millionen US-Dollar stehen weltweite Einnahmen aus Kinovorführungen in Höhe von 93,4 Millionen US-Dollar gegenüber. In Deutschland verzeichnet der Film 338.414 Besucher.

### Einsatz im Schulunterricht
Das Onlineportal kinofenster.de empfiehlt den Film für die Unterrichtsfächer Englisch, Deutsch, Geschichte, Sozialkunde, Politik und Kunst und verlinkt Materialien zum Film für den Unterricht. Im Artikel zum Film heißt es: „Als Film über Rechtsextremismus, institutionellen Rassismus, Bürgerrechtler/-innen und afroamerikanische Kultur bietet BlacKkKlansman etliche weitere Anknüpfungspunkte. Mit seinem formbewussten Stil weist der Film aber stets darauf hin, dass er keine abgeschlossene Vergangenheit darstellt. Der Blick auf die Geschichte ist motiviert durch die drängenden Fragen von heute.“
Christian Horn von Vision Kino sieht einen möglichen Einsatz des Films in den Unterrichtsfächern Englisch, Geschichte, Politik, Sozialkunde, Ethik und fächerübergreifend in der Demokratieerziehung. Einen der Anknüpfungspunkte für die pädagogische Arbeit sieht er in dem gezeigten White-Supremacy-Spot. Zuallererst liefere die historische Lehrstunde eine Basis für ein Gespräch über Rassismus und Antisemitismus sowie für eine Diskussion zum aktuellen politischen Rechtsruck. Spike Lee ziehe eine Verbindungslinie vom Sezessionskrieg über die bis etwa 1950 vor allem in den US-Südstaaten verübten Lynchmorde an Afroamerikanern bis hin zum rechten Terror in Charlottesville im August 2017. Hierbei könnten Parallelen und Unterschiede zwischen damals und heute besprochen werden.

### Auszeichnungen
Vom American Film Institute wurde BlacKkKlansman in die Top Ten der Filme des Jahres 2018 aufgenommen. Im Folgenden eine Auswahl weiterer Auszeichnungen und Nominierungen.
Black Reel Awards 2018
- Nominierung als Bester Film
- Nominierung für die Beste Regie (Spike Lee)
- Nominierung für das Beste Drehbuch
- Nominierung als Bester Schauspieler (John David Washington)
- Nominierung als Bester Nachwuchsschauspieler (John David Washington)
- Nominierung als Beste Nachwuchsschauspielerin (Laura Harrier)
- Nominierung als Bestes Ensemble
- Nominierung für die Beste Kamera
- Nominierung für das Beste Szenenbild
- Nominierung für die Besten Kostüme
- Nominierung für die Beste Filmmusik[50]

Costume Designers Guild Awards 2019
- Nominierung in der Kategorie Period Film

Critics’ Choice Movie Awards 2019
- Nominierung als Bester Film
- Nominierung für die Beste Regie (Spike Lee)
- Nominierung für das Beste adaptierte Drehbuch (Charlie Wachtel, David Rabinowitz, Kevin Willmott und Spike Lee)
- Nominierung als Bester Nebendarsteller (Adam Driver)[51]

Directors Guild of America Awards 2019
- Nominierung für die Beste Regie (Spike Lee)

Eddie Awards 2019
- Nominierung in der Kategorie Bester Filmschnitt – Drama (Barry Alexander Brown)[52]

Festival Internacional de Cine de San Sebastián 2018
- Nominierung in der Sektion Perlak[53]

Filmfestspiele von Cannes 2018 
- Nominierung für die Goldene Palme (Spike Lee)
- Auszeichnung mit dem Großen Preis der Jury[54]
- Auszeichnung mit einer Lobenden Erwähnung (Preis der Ökumenischen Jury)

Golden Globe Awards 2019
- Nominierung als Bester Film
- Nominierung für die Beste Regie (Spike Lee)
- Nominierung als Bester Hauptdarsteller (John David Washington)
- Nominierung als Bester Nebendarsteller (Adam Driver)[55]

Gotham Awards 2018
- Nominierung als Bester Darsteller (Adam Driver)[56]

Guldbagge 2019
- Nominierung als Bester fremdsprachiger Film[57]

Hollywood Music in Media Awards 2018
- Nominierung für die Beste Filmmusik – Spielfilm (Terence Blanchard)[58]

Independent Spirit Awards 2019
- Nominierung als Bester Nebendarsteller (Adam Driver)[59]

Jerusalem Film Festival 2018
- Nominierung für den Lia Van Leer Award (Spike Lee)

Locarno Festival 2018
- Nominierung in der Sektion Piazza Grande (Spike Lee)
- Prix du Public UBS[60]

Make-Up Artists and Hair Stylists Guild Awards 2019
- Nominierung in der Kategorie Best Period and/or Character Hairstyling (LaWanda Pierre-Weston und Shaun Perkin)

Online Film Critics Society Awards 2019
- Nominierung als Bester Film
- Nominierung für die Beste Regie (Spike Lee)
- Nominierung als Bester Hauptdarsteller (John David Washington)
- Nominierung als Bester Nebendarsteller (Adam Driver)
- Nominierung für das Beste adaptierte Drehbuch (Charlie Wachtel, David Rabinowitz, Kevin Willmott und Spike Lee)[61]

Oscarverleihung 2019
- Nominierung als Bester Film (Sean McKittrick, Jason Blum, Raymond Mansfield, Shaun Redick, Jordan Peele, Spike Lee)
- Nominierung für die Beste Regie (Spike Lee)
- Auszeichnung für das Beste adaptierte Drehbuch (Charlie Wachtel, David Rabinowitz, Kevin Willmott und Spike Lee)
- Nominierung als Bester Nebendarsteller (Adam Driver)
- Nominierung für die Beste Filmmusik (Terence Blanchard)
- Nominierung für den Besten Schnitt (Barry Alexander Brown)

Producers Guild of America Awards 2019
- Nominierung als Bester Film (Sean McKittrick, Jason Blum, Raymond Mansfield, Jordan Peele, Spike Lee)[62]

Satellite Awards 2018
- Nominierung als Bester Independent-Film
- Nominierung für die Beste Regie (Spike Lee)
- Nominierung für das Beste adaptierte Drehbuch (Spike Lee, David Rabinowitz, Kevin Wilmott und Charlie Wachtel)
- Nominierung für den Besten Filmschnitt (Barry Alexander Brown)
- Nominierung für die Beste Filmmusik (Terence Blanchard)
- Nominierung als Bester Filmschauspieler – Filmkomödie oder Musical (John David Washington)
- Nominierung als Bester Nebendarsteller (Adam Driver)

Screen Actors Guild Awards 2019
- Nominierung als Bester Hauptdarsteller (John David Washington)
- Nominierung als Bester Nebendarsteller (Adam Driver)
- Nominierung als Bestes Schauspielensemble[63]

Sydney Film Festival 2018
- Nominierung im Offiziellen Wettbewerb[64]

Writers Guild of America Awards 2019
- Nominierung für das Beste adaptierte Drehbuch (Charlie Wachtel, David Rabinowitz, Kevin Willmott und Spike Lee)[65]

## Filmanalyse

### Filmtitel und Filmgenre
Im Filmtitel BlacKkKlansman stehen die drei aufeinander folgenden Ks als Abkürzung für den Ku-Klux-Klan. Die Einbindung dieses K-Drillings zwischen die Worte „black man“, beschreibe bereits im Titel perfekt die Handlung, die von Ron Stallworths Leben inspiriert ist, so Jérémie Couston. Als Klansman bezeichnen sich die Mitglieder verschiedener Ku-Klux-Klan-Organisationen. Auch der Film Die Geburt einer Nation, auf den es mehrere Anspielungen gibt und dem Film als Negativvorlage diente, trug ursprünglich den Titel The Clansman.
In einer Filmkritik der dpa heißt es in der Stuttgarter Zeitung, Spike Lee, der bereits in seinen Werken wie Malcolm X immer wieder Rassismus gegenüber Afro-Amerikanern anprangerte, inszeniere BlacKkKlansman gekonnt als überzeichnete, groteske Satire, wobei die Parallelen zur heutigen US-Politik und zu gesellschaftlichen Missständen erschreckend deutlich seien. Barbara Schweizerhof meint in der Sächsischen Zeitung, Lee, der mittlerweile einer der Altmeister des „Black Cinema“ sei, erzähle im Film die schier unwahrscheinliche Geschichte der Undercover-Aktion mit der lustvoll-clownesken Energie eines Comedy-Sketches nach.

### Aufbau und visueller Stil
Der Film beginnt mit einer der bekanntesten Szenen aus Vom Winde verweht, in der Scarlett O’Hara über einen Platz voller verwundeter konföderierter Soldaten stolpert, gefolgt von einem Auftritt von Alec Baldwin, der einen White-Power-Extremisten spielt. Die letzte Sequenz zeigt Originalfilmmaterial von den Ereignissen in Charlottesville. Barbara Schweizerhof schreibt in der Sächsischen Zeitung, mit den Bildern der dortigen Neonazi-Aufmärsche im August 2017 und Trumps Kommentaren dazu wende sich Lee mit einem „Glaubt nicht, dass es so einfach ist“ gegen das „Feelgood“-hafte seines eigenen Films. BlacKkKlansman möge kein perfekter Film sein, mit seinem Agitprop-Stil liege er quer zum üblichen Cannes-Autorenkino-Geschmack. Frédéric Jaeger von Critic.de erklärt, „gerade weil der Film sich selbst ständig sabotiert, Propaganda auffährt und sie untergräbt, die Gegenwart zitiert und die Entwicklung von Handlung und Figuren zum Teil vernachlässigt“, sei Spike Lees Auszeichnung in Cannes sehr sympathisch.